# Georgi Iwanow (Leichtathlet)
Georgi Stojanow Iwanow (bulgarisch Георги Стоянов Иванов, engl. Transkription Ivan Ivanov; * 13. März 1985 in Sliwen) ist ein bulgarischer Leichtathlet, der sich auf das Kugelstoßen spezialisiert hat.

## Sportliche Laufbahn
Erste internationale Erfahrungen sammelte Georgi Iwanow 2001 bei den Jugendweltmeisterschaften in Debrecen, bei denen er mit einer Weite von 19,73 m mit der 5-kg-Kugel die Goldmedaille gewann. Im Jahr darauf nahm er an den Juniorenweltmeisterschaften in Kingston teil, schied dort aber mit der 6-kg-Kugel mit 17,12 m in der Qualifikation aus. 2003 gewann er bei den Junioreneuropameisterschaften in Tampere mit 19,94 m die Bronzemedaille und siegte im Jahr darauf bei den Juniorenweltmeisterschaften in Grosseto mit 20,70 m. 2005 wurde er bei den U23-Europameisterschaften in Erfurt mit 19,51 m Vierter, wie auch zwei Jahre später bei den U23-Europameisterschaften in Debrecen mit 19,02 m. 2008 nahm er erstmals an den Olympischen Spielen in Peking teil, schied dort aber ohne einen gültigen Versuch in der Qualifikation aus. Auch 2009 reichten bei den Weltmeisterschaften in Berlin 18,11 m nicht für einen Finaleinzug.
2010 schied er bei den Europameisterschaften in Barcelona mit 18,28 m in der Qualifikation aus und im Jahr darauf brachte er bei den Halleneuropameisterschaften in Paris erneut keinen gültigen Versuch zustande. 2012 schied er bei den Europameisterschaften in Helsinki mit 19,14 m in der Qualifikation aus und nahm erneut an den Olympischen Spielen in London teil, bei denen 19,63 m aber nicht für einen Finaleinzug reichten. Bei den Leichtathletik-Halleneuropameisterschaften 2013 in Göteborg schied er mit 19,52 m in der Qualifikation aus, erreichte im August aber bei den Weltmeisterschaften in Moskau das Finale, in dem er mit einer Weite von 20,39 m auf den achten Platz gelangte. Im Jahr darauf wurde er bei den Hallenweltmeisterschaften in Sopot mit neuem polnischen Hallenrekord von 21,02 m Fünfter und erreichte im Sommer auch bei den Europameisterschaften in Zürich das Finale, in dem ihm aber kein gültiger Versuch gelang. 2015 schied er bei den Halleneuropameisterschaften in Prag mit 19,95 m in der Qualifikation aus und bei den Weltmeisterschaften in Peking gelang ihm in der Qualifikation kein gültiger Versuch, gewann im Anschluss aber bei den Militärweltspielen im südkoreanischen Mungyeong mit 19,37 m die Bronzemedaille hinter dem Brasilianer Darlan Romani und Bob Bertemes aus Luxemburg.
2016 gelang ihm bei den Europameisterschaften in Amsterdam in der Qualifikation ein weiteres Mal kein gültiger Versuch und anschließend schied er auch bei seinen dritten Olympischen Spielen in Rio de Janeiro mit 19,49 m in der Qualifikation aus, wie auch bei den Leichtathletik-Halleneuropameisterschaften 2017 in Belgrad mit 18,94 m. 2018 reichten 19,40 m bei den Europameisterschaften in Berlin aber auch nicht für einen Finaleinzug. 2019 nahm er erneut an den Militärweltspielen in Wuhan teil und klassierte sich dort mit 17,77 m auf Platz 14.
Von 2007 bis 2009, 2011 und 2012 sowie von 2015 bis 2019 wurde Iwanow bulgarischer Meister im Kugelstoßen im Freien sowie von 2007 bis 2017, 2019 und 2021 auch in der Halle.

## Persönliche Bestweiten
- Kugelstoßen: 21,09 m, 20. Juli 2013 in Ústí nad Labem (bulgarischer Rekord)
  - Kugelstoßen (Halle): 21,02 m, 7. März 2014 in Sopot (bulgarischer Rekord)